# Onderweg (Marco Borsato)
Onderweg is het eerste verzamelalbum van de Nederlandse zanger Marco Borsato, uitgebracht in 2002. De plaat verscheen als enkelvoudige cd en als dubbel-cd en bevat de grootste hits van Borsato tot dan toe. Het werd in Nederland met ruim 240.000 verkochte exemplaren het bestverkochte album van 2002 en op Jan Smits Op weg naar geluk na het bestverkochte Nederlandstalige album van het decennium 2000-2009. Ook in Vlaanderen was Onderweg het bestverkochte album van 2002. Het album leverde Borsato in 2003 voor de vierde keer in zijn carrière een Edison op voor beste zanger.

## Geschiedenis
Op Onderweg staan de hits die Borsato scoorde sinds hij in 1994 doorbrak met Dromen zijn bedrog. Op de enkelvoudige versie staan zestien nummers waaronder de twee nieuwe nummers Lopen op het water (een duet met Sita) en Zij. De dubbele versie bevat in totaal tweeëndertig nummers, waaronder vijf nieuwe. Verder bevatten de cd's onder meer de nummer 1-hits Waarom nou jij, De bestemming en Binnen. Ook werd een dvd uitgebracht waarop alle videoclips van de nummers staan. De albumtitel is gebaseerd op Borsato's carrière die nog 'onderweg' was. 
Als voorloper van het album was in december 2001 al het duet met Sita verschenen. Het Nationaal Oranje Comité had Borsato benaderd voor het vertolken van het Nationaal Huwelijkslied ter gelegenheid van het huwelijk van prins Willem-Alexander en Máxima Zorreguieta in februari 2002. Het resultaat, Lopen op het water, werd Borsato's vijfde nummer 1-hit in de Nederlandse Top 40. Het nummer werd op 1 februari, een dag voor de huwelijksinzegening, gezongen in de Amsterdam ArenA tijdens het Nationaal Huwelijksfeest.
Na de release van Onderweg gaf Borsato in juni 2002 een reeks concerten in De Kuip in Rotterdam en het Sportpaleis in Antwerpen. Borsato kreeg het als eerste Nederlandse artiest voor elkaar om De Kuip drie keer uit te verkopen. In 2004 stelt hij dat record bij met zes uitverkochte shows.

### Ontvangst
In Nederland stond Onderweg precies twee jaar genoteerd in de Album Top 100. Daarvan bracht het vijf weken door op de eerste plaats. Na twee jaar werd de plaat overgezet naar de toenmalige Backcatalogue Top 50, een lijst voor albums die minimaal twee jaar oud zijn. Daar stond het nog eens meer dan vijf jaar genoteerd. 
Ook in Vlaanderen stond Onderweg lang genoteerd met maar liefst 184 weken, ruim 3,5 jaar. Daar stond de plaat bovendien 18 weken op nummer 1, een record. Inmiddels is dat record overtroffen door Adele en Stromae die met respectievelijk 21 en Racine carrée 38 en 19 weken aan kop gingen.
Het album werd in Nederland uiteindelijk bekroond met driemaal platina. In België werd de plaat vijfmaal platina, ondanks dat het een verzamelaar is en alle voorgaande albums ook soortgelijke statussen verkregen. Borsato had daardoor voor de vierde keer in zes jaar tijd de bestverkochte plaat van Nederland afgeleverd.

## Afspeellijst
| Nr. | Titel                                         | Schrijver(s)                                                                                   | Duur |
| --- | --------------------------------------------- | ---------------------------------------------------------------------------------------------- | ---- |
| 1.  | Lopen op het water (met Sita)                 | John Ewbank, Troy Verges, Brett James, Hillary Lindsey, Han Kooreneef                          | 4:28 |
| 2.  | Ik leef niet meer voor jou                    | Giulio Rapetti, Riccardo Cocciante, Leo Driessen, Kooreneef                                    | 4:38 |
| 3.  | Binnen                                        | Ewbank                                                                                         | 5:35 |
| 4.  | Margherita                                    | Cocciante, Driessen, Kooreneef, Marco Luberti                                                  | 4:08 |
| 5.  | Wat is mijn hart (live @ Ahoy Rotterdam 2000) | Ewbank, Kooreneef                                                                              | 6:32 |
| 6.  | Je hoeft niet naar huis vannacht              | David Eric Lowen, Daniel Navarro, Jan Tekstra, Diana Villegas, Sylvia Villegas, Vicky Villegas | 3:28 |
| 7.  | De waarheid                                   | Ewbank                                                                                         | 5:13 |
| 8.  | Zij                                           | Ewbank, Kooreneef                                                                              | 4:05 |
| 9.  | De bestemming                                 | Ewbank                                                                                         | 4:26 |
| 10. | Speeltuin                                     | Ewbank, Kooreneef                                                                              | 2:15 |
| 11. | Het water                                     | Tekstra                                                                                        | 5:27 |
| 12. | Vrij zijn (5 mei-versie)                      | Ewbank, Tekstra, Baldinotti, Paolo Vallesi, Beppe Dati                                         | 4:59 |
| 13. | Kom maar bij mij                              | Eros Ramazzotti, Giorgia, Driessen, Kooreneef, Delio Cogliati, Giuseppe Vladimero Dosetto      | 4:24 |
| 14. | Waarom nou jij                                | Cocciante, Driessen, Amerigo Cassella, Kooreneef, Luberti                                      | 4:05 |
| 15. | Wereld zonder jou (met Trijntje Oosterhuis)   | Ewbank                                                                                         | 4:56 |
| 16. | Dromen zijn bedrog                            | Maurizio Fabrizio, Riccardo Fogli, Driessen, Kooreneef, Guido Morra                            | 4:02 |

| Nr. | Titel                                                   | Schrijver(s)                            | Duur |
| --- | ------------------------------------------------------- | --------------------------------------- | ---- |
| 1.  | Oud en afgedankt                                        | Ewbank, Kooreneef                       | 5:14 |
| 2.  | Waarom                                                  | Ewbank, Kooreneef                       | 5:17 |
| 3.  | Hart van een winnaar                                    | Ton Dijkman, Ferry van Leeuwen          | 4:09 |
| 4.  | Onbewoonbaar verklaard                                  | Ewbank, Kooreneef                       | 3:32 |
| 5.  | De wens                                                 | Ewbank                                  | 4:21 |
| 6.  | Opa                                                     | Kooreneef                               | 5:15 |
| 7.  | Ben ik je nu al kwijt                                   | Ewbank                                  | 3:57 |
| 8.  | Als mijn hoofd mijn hart vertrouwt                      | Ewbank                                  | 2:21 |
| 9.  | Vreemde handen                                          | Ewbank, Kooreneef                       | 5:17 |
| 10. | Nooit meer een morgen                                   | Brenda Russell, Ewbank, Kooreneef       | 3:25 |
| 11. | Margherita (live @ Ahoy Rotterdam 1997)                 | Cocciante, Driessen, Kooreneef, Luberti | 7:33 |
| 12. | Het einde van de lijn (live @ Ahoy Rotterdam 2000)      | Ewbank, Kooreneef                       | 4:01 |
| 13. | Als jij maar naar me lacht (live @ Ahoy Rotterdam 1997) | Ewbank                                  | 4:12 |
| 14. | Iemand zoals jij (live @ Ahoy Rotterdam 2000)           | Ewbank                                  | 4:01 |
| 15. | Omdat je bij me blijft                                  | Ewbank                                  | 3:10 |
| 16. | Voor altijd                                             | Ewbank                                  | 4:18 |

## Hitnotering

### Nederland
| "Onderweg" in de Nederlandse Album Top 100 - binnen: 09-03-2002 | "Onderweg" in de Nederlandse Album Top 100 - binnen: 09-03-2002 | "Onderweg" in de Nederlandse Album Top 100 - binnen: 09-03-2002 | "Onderweg" in de Nederlandse Album Top 100 - binnen: 09-03-2002 | "Onderweg" in de Nederlandse Album Top 100 - binnen: 09-03-2002 | "Onderweg" in de Nederlandse Album Top 100 - binnen: 09-03-2002 | "Onderweg" in de Nederlandse Album Top 100 - binnen: 09-03-2002 | "Onderweg" in de Nederlandse Album Top 100 - binnen: 09-03-2002 | "Onderweg" in de Nederlandse Album Top 100 - binnen: 09-03-2002 | "Onderweg" in de Nederlandse Album Top 100 - binnen: 09-03-2002 | "Onderweg" in de Nederlandse Album Top 100 - binnen: 09-03-2002 | "Onderweg" in de Nederlandse Album Top 100 - binnen: 09-03-2002 | "Onderweg" in de Nederlandse Album Top 100 - binnen: 09-03-2002 | "Onderweg" in de Nederlandse Album Top 100 - binnen: 09-03-2002 | "Onderweg" in de Nederlandse Album Top 100 - binnen: 09-03-2002 | "Onderweg" in de Nederlandse Album Top 100 - binnen: 09-03-2002 | "Onderweg" in de Nederlandse Album Top 100 - binnen: 09-03-2002 | "Onderweg" in de Nederlandse Album Top 100 - binnen: 09-03-2002 | "Onderweg" in de Nederlandse Album Top 100 - binnen: 09-03-2002 | "Onderweg" in de Nederlandse Album Top 100 - binnen: 09-03-2002 | "Onderweg" in de Nederlandse Album Top 100 - binnen: 09-03-2002 | "Onderweg" in de Nederlandse Album Top 100 - binnen: 09-03-2002 | "Onderweg" in de Nederlandse Album Top 100 - binnen: 09-03-2002 | "Onderweg" in de Nederlandse Album Top 100 - binnen: 09-03-2002 | "Onderweg" in de Nederlandse Album Top 100 - binnen: 09-03-2002 | "Onderweg" in de Nederlandse Album Top 100 - binnen: 09-03-2002 | "Onderweg" in de Nederlandse Album Top 100 - binnen: 09-03-2002 | "Onderweg" in de Nederlandse Album Top 100 - binnen: 09-03-2002 | "Onderweg" in de Nederlandse Album Top 100 - binnen: 09-03-2002 | "Onderweg" in de Nederlandse Album Top 100 - binnen: 09-03-2002 | "Onderweg" in de Nederlandse Album Top 100 - binnen: 09-03-2002 |
| Week                                                            | 01                                                              | 02                                                              | 03                                                              | 04                                                              | 05                                                              | 06                                                              | 07                                                              | 08                                                              | 09                                                              | 10                                                              | 11                                                              | 12                                                              | 13                                                              | 14                                                              | 15                                                              | 16                                                              | 17                                                              | 18                                                              | 19                                                              | 20                                                              | 21                                                              | 22                                                              | 23                                                              | 24                                                              | 25                                                              | 26                                                              | 27                                                              | 28                                                              | 29                                                              | 30                                                              |
| --------------------------------------------------------------- | --------------------------------------------------------------- | --------------------------------------------------------------- | --------------------------------------------------------------- | --------------------------------------------------------------- | --------------------------------------------------------------- | --------------------------------------------------------------- | --------------------------------------------------------------- | --------------------------------------------------------------- | --------------------------------------------------------------- | --------------------------------------------------------------- | --------------------------------------------------------------- | --------------------------------------------------------------- | --------------------------------------------------------------- | --------------------------------------------------------------- | --------------------------------------------------------------- | --------------------------------------------------------------- | --------------------------------------------------------------- | --------------------------------------------------------------- | --------------------------------------------------------------- | --------------------------------------------------------------- | --------------------------------------------------------------- | --------------------------------------------------------------- | --------------------------------------------------------------- | --------------------------------------------------------------- | --------------------------------------------------------------- | --------------------------------------------------------------- | --------------------------------------------------------------- | --------------------------------------------------------------- | --------------------------------------------------------------- | --------------------------------------------------------------- |
| Nummer                                                          | 1                                                               | 1                                                               | 1                                                               | 1                                                               | 1                                                               | 2                                                               | 2                                                               | 2                                                               | 2                                                               | 2                                                               | 2                                                               | 2                                                               | 2                                                               | 3                                                               | 3                                                               | 3                                                               | 2                                                               | 3                                                               | 2                                                               | 3                                                               | 3                                                               | 4                                                               | 5                                                               | 7                                                               | 8                                                               | 8                                                               | 9                                                               | 13                                                              | 16                                                              | 14                                                              |
| Week                                                            | 31                                                              | 32                                                              | 33                                                              | 34                                                              | 35                                                              | 36                                                              | 37                                                              | 38                                                              | 39                                                              | 40                                                              | 41                                                              | 42                                                              | 43                                                              | 44                                                              | 45                                                              | 46                                                              | 47                                                              | 48                                                              | 49                                                              | 50                                                              | 51                                                              | 52                                                              | 53                                                              | 54                                                              | 55                                                              | 56                                                              | 57                                                              | 58                                                              | 59                                                              | 60                                                              |
| Nummer                                                          | 20                                                              | 27                                                              | 30                                                              | 33                                                              | 36                                                              | 35                                                              | 39                                                              | 30                                                              | 12                                                              | 17                                                              | 19                                                              | 18                                                              | 19                                                              | 18                                                              | 22                                                              | 23                                                              | 24                                                              | 29                                                              | 34                                                              | 32                                                              | 26                                                              | 27                                                              | 32                                                              | 41                                                              | 46                                                              | 55                                                              | 57                                                              | 30                                                              | 33                                                              | 42                                                              |
| Week                                                            | 61                                                              | 62                                                              | 63                                                              | 64                                                              | 65                                                              | 66                                                              | 67                                                              | 68                                                              | 69                                                              | 70                                                              | 71                                                              | 72                                                              | 73                                                              | 74                                                              | 75                                                              | 76                                                              | 77                                                              | 78                                                              | 79                                                              | 80                                                              | 81                                                              | 82                                                              | 83                                                              | 84                                                              | 85                                                              | 86                                                              | 87                                                              | 88                                                              | 89                                                              | 90                                                              |
| Nummer                                                          | 46                                                              | 19                                                              | 17                                                              | 29                                                              | 35                                                              | 34                                                              | 29                                                              | 23                                                              | 27                                                              | 35                                                              | 37                                                              | 47                                                              | 48                                                              | 50                                                              | 34                                                              | 28                                                              | 31                                                              | 25                                                              | 25                                                              | 38                                                              | 45                                                              | 51                                                              | 64                                                              | 85                                                              | 90                                                              | 89                                                              | 94                                                              | 91                                                              | 97                                                              | 94                                                              |
| Week                                                            | 91                                                              | 92                                                              | 93                                                              | 94                                                              | 95                                                              | 96                                                              | 97                                                              | 98                                                              | 99                                                              | 100                                                             | 101                                                             | 102                                                             | 103                                                             | 104                                                             |                                                                 |                                                                 |                                                                 |                                                                 |                                                                 |                                                                 |                                                                 |                                                                 |                                                                 |                                                                 |                                                                 |                                                                 |                                                                 |                                                                 |                                                                 |                                                                 |
| Nummer                                                          | 95                                                              | 94                                                              | 92                                                              | 84                                                              | 70                                                              | 58                                                              | 49                                                              | 39                                                              | 26                                                              | 24                                                              | 27                                                              | 36                                                              | 35                                                              | 33                                                              | uit                                                             |                                                                 |                                                                 |                                                                 |                                                                 |                                                                 |                                                                 |                                                                 |                                                                 |                                                                 |                                                                 |                                                                 |                                                                 |                                                                 |                                                                 |                                                                 |

### Vlaanderen
| "Onderweg" in de Vlaamse Ultratop 200 - binnen: 09-03-2002 | "Onderweg" in de Vlaamse Ultratop 200 - binnen: 09-03-2002 | "Onderweg" in de Vlaamse Ultratop 200 - binnen: 09-03-2002 | "Onderweg" in de Vlaamse Ultratop 200 - binnen: 09-03-2002 | "Onderweg" in de Vlaamse Ultratop 200 - binnen: 09-03-2002 | "Onderweg" in de Vlaamse Ultratop 200 - binnen: 09-03-2002 | "Onderweg" in de Vlaamse Ultratop 200 - binnen: 09-03-2002 | "Onderweg" in de Vlaamse Ultratop 200 - binnen: 09-03-2002 | "Onderweg" in de Vlaamse Ultratop 200 - binnen: 09-03-2002 | "Onderweg" in de Vlaamse Ultratop 200 - binnen: 09-03-2002 | "Onderweg" in de Vlaamse Ultratop 200 - binnen: 09-03-2002 | "Onderweg" in de Vlaamse Ultratop 200 - binnen: 09-03-2002 | "Onderweg" in de Vlaamse Ultratop 200 - binnen: 09-03-2002 | "Onderweg" in de Vlaamse Ultratop 200 - binnen: 09-03-2002 | "Onderweg" in de Vlaamse Ultratop 200 - binnen: 09-03-2002 | "Onderweg" in de Vlaamse Ultratop 200 - binnen: 09-03-2002 | "Onderweg" in de Vlaamse Ultratop 200 - binnen: 09-03-2002 | "Onderweg" in de Vlaamse Ultratop 200 - binnen: 09-03-2002 | "Onderweg" in de Vlaamse Ultratop 200 - binnen: 09-03-2002 | "Onderweg" in de Vlaamse Ultratop 200 - binnen: 09-03-2002 | "Onderweg" in de Vlaamse Ultratop 200 - binnen: 09-03-2002 | "Onderweg" in de Vlaamse Ultratop 200 - binnen: 09-03-2002 | "Onderweg" in de Vlaamse Ultratop 200 - binnen: 09-03-2002 | "Onderweg" in de Vlaamse Ultratop 200 - binnen: 09-03-2002 | "Onderweg" in de Vlaamse Ultratop 200 - binnen: 09-03-2002 | "Onderweg" in de Vlaamse Ultratop 200 - binnen: 09-03-2002 | "Onderweg" in de Vlaamse Ultratop 200 - binnen: 09-03-2002 | "Onderweg" in de Vlaamse Ultratop 200 - binnen: 09-03-2002 | "Onderweg" in de Vlaamse Ultratop 200 - binnen: 09-03-2002 | "Onderweg" in de Vlaamse Ultratop 200 - binnen: 09-03-2002 | "Onderweg" in de Vlaamse Ultratop 200 - binnen: 09-03-2002 |
| Week                                                       | 01                                                         | 02                                                         | 03                                                         | 04                                                         | 05                                                         | 06                                                         | 07                                                         | 08                                                         | 09                                                         | 10                                                         | 11                                                         | 12                                                         | 13                                                         | 14                                                         | 15                                                         | 16                                                         | 17                                                         | 18                                                         | 19                                                         | 20                                                         | 21                                                         | 22                                                         | 23                                                         | 24                                                         | 25                                                         | 26                                                         | 27                                                         | 28                                                         | 29                                                         | 30                                                         |
| ---------------------------------------------------------- | ---------------------------------------------------------- | ---------------------------------------------------------- | ---------------------------------------------------------- | ---------------------------------------------------------- | ---------------------------------------------------------- | ---------------------------------------------------------- | ---------------------------------------------------------- | ---------------------------------------------------------- | ---------------------------------------------------------- | ---------------------------------------------------------- | ---------------------------------------------------------- | ---------------------------------------------------------- | ---------------------------------------------------------- | ---------------------------------------------------------- | ---------------------------------------------------------- | ---------------------------------------------------------- | ---------------------------------------------------------- | ---------------------------------------------------------- | ---------------------------------------------------------- | ---------------------------------------------------------- | ---------------------------------------------------------- | ---------------------------------------------------------- | ---------------------------------------------------------- | ---------------------------------------------------------- | ---------------------------------------------------------- | ---------------------------------------------------------- | ---------------------------------------------------------- | ---------------------------------------------------------- | ---------------------------------------------------------- | ---------------------------------------------------------- |
| Nummer                                                     | 1                                                          | 1                                                          | 1                                                          | 1                                                          | 1                                                          | 1                                                          | 1                                                          | 1                                                          | 1                                                          | 2                                                          | 1                                                          | 2                                                          | 2                                                          | 3                                                          | 2                                                          | 1                                                          | 1                                                          | 1                                                          | 1                                                          | 2                                                          | 3                                                          | 3                                                          | 4                                                          | 5                                                          | 5                                                          | 4                                                          | 5                                                          | 7                                                          | 8                                                          | 11                                                         |
| Week                                                       | 31                                                         | 32                                                         | 33                                                         | 34                                                         | 35                                                         | 36                                                         | 37                                                         | 38                                                         | 39                                                         | 40                                                         | 41                                                         | 42                                                         | 43                                                         | 44                                                         | 45                                                         | 46                                                         | 47                                                         | 48                                                         | 49                                                         | 50                                                         | 51                                                         | 52                                                         | 53                                                         | 54                                                         | 55                                                         | 56                                                         | 57                                                         | 58                                                         | 59                                                         | 60                                                         |
| Nummer                                                     | 13                                                         | 11                                                         | 12                                                         | 13                                                         | 12                                                         | 10                                                         | 8                                                          | 9                                                          | 13                                                         | 13                                                         | 11                                                         | 3                                                          | 2                                                          | 3                                                          | 2                                                          | 1                                                          | 1                                                          | 1                                                          | 1                                                          | 7                                                          | 6                                                          | 9                                                          | 20                                                         | 14                                                         | 15                                                         | 22                                                         | 25                                                         | 27                                                         | 21                                                         | 21                                                         |
| Week                                                       | 61                                                         | 62                                                         | 63                                                         | 64                                                         | 65                                                         | 66                                                         |                                                            | 67                                                         | 68                                                         |                                                            | 69                                                         | 70                                                         | 71                                                         | 72                                                         | 73                                                         | 74                                                         | 75                                                         | 76                                                         | 77                                                         | 78                                                         | 79                                                         | 80                                                         | 81                                                         | 82                                                         | 83                                                         | 84                                                         | 85                                                         | 86                                                         | 87                                                         | 88                                                         |
| Nummer                                                     | 20                                                         | 20                                                         | 19                                                         | 21                                                         | 26                                                         | 31                                                         | uit                                                        | 50                                                         | 40                                                         | uit                                                        | 58                                                         | 52                                                         | 60                                                         | 51                                                         | 32                                                         | 22                                                         | 21                                                         | 21                                                         | 13                                                         | 10                                                         | 7                                                          | 8                                                          | 8                                                          | 11                                                         | 13                                                         | 16                                                         | 15                                                         | 14                                                         | 7                                                          | 10                                                         |
| Week                                                       | 89                                                         | 90                                                         | 91                                                         | 92                                                         | 93                                                         | 94                                                         | 95                                                         | 96                                                         | 97                                                         | 98                                                         | 99                                                         | 100                                                        | 101                                                        | 102                                                        | 103                                                        | 104                                                        | 105                                                        | 106                                                        | 107                                                        | 108                                                        | 109                                                        | 110                                                        | 111                                                        | 112                                                        | 113                                                        | 114                                                        | 115                                                        | 116                                                        | 117                                                        | 118                                                        |
| Nummer                                                     | 11                                                         | 11                                                         | 15                                                         | 20                                                         | 14                                                         | 15                                                         | 19                                                         | 18                                                         | 13                                                         | 9                                                          | 11                                                         | 13                                                         | 16                                                         | 21                                                         | 22                                                         | 23                                                         | 31                                                         | 38                                                         | 34                                                         | 36                                                         | 37                                                         | 39                                                         | 44                                                         | 49                                                         | 46                                                         | 57                                                         | 53                                                         | 51                                                         | 57                                                         | 70                                                         |
| Week                                                       | 119                                                        | 120                                                        | 121                                                        | 122                                                        | 123                                                        | 124                                                        | 125                                                        | 126                                                        | 127                                                        | 128                                                        | 129                                                        | 130                                                        | 131                                                        | 132                                                        | 133                                                        | 134                                                        | 135                                                        | 136                                                        | 137                                                        | 138                                                        | 139                                                        | 140                                                        | 141                                                        | 142                                                        | 143                                                        | 144                                                        | 145                                                        | 146                                                        | 147                                                        | 148                                                        |
| Nummer                                                     | 74                                                         | 62                                                         | 71                                                         | 80                                                         | 92                                                         | 95                                                         | 85                                                         | 75                                                         | 69                                                         | 73                                                         | 81                                                         | 59                                                         | 48                                                         | 56                                                         | 52                                                         | 50                                                         | 53                                                         | 65                                                         | 61                                                         | 60                                                         | 59                                                         | 63                                                         | 68                                                         | 61                                                         | 45                                                         | 40                                                         | 36                                                         | 26                                                         | 25                                                         | 23                                                         |
| Week                                                       | 149                                                        | 150                                                        | 151                                                        | 152                                                        | 153                                                        | 154                                                        | 155                                                        | 156                                                        | 157                                                        | 158                                                        | 159                                                        | 160                                                        | 161                                                        | 162                                                        | 163                                                        | 164                                                        | 165                                                        |                                                            | 166                                                        |                                                            | 167                                                        | 168                                                        | 169                                                        |                                                            | 170                                                        | 171                                                        | 172                                                        | 173                                                        | 174                                                        | 175                                                        |
| Nummer                                                     | 25                                                         | 32                                                         | 37                                                         | 41                                                         | 53                                                         | 54                                                         | 57                                                         | 57                                                         | 62                                                         | 67                                                         | 70                                                         | 71                                                         | 73                                                         | 79                                                         | 85                                                         | 87                                                         | 90                                                         | uit                                                        | 97                                                         | uit                                                        | 87                                                         | 90                                                         | 99                                                         | uit                                                        | 86                                                         | 82                                                         | 79                                                         | 77                                                         | 75                                                         | 86                                                         |
| Week                                                       |                                                            | 176                                                        | 177                                                        | 178                                                        | 179                                                        | 180                                                        | 181                                                        | 182                                                        | 183                                                        | 184                                                        |                                                            |                                                            |                                                            |                                                            |                                                            |                                                            |                                                            |                                                            |                                                            |                                                            |                                                            |                                                            |                                                            |                                                            |                                                            |                                                            |                                                            |                                                            |                                                            |                                                            |
| Nummer                                                     | uit                                                        | 99                                                         | 94                                                         | 69                                                         | 44                                                         | 35                                                         | 39                                                         | 51                                                         | 87                                                         | 89                                                         | uit                                                        |                                                            |                                                            |                                                            |                                                            |                                                            |                                                            |                                                            |                                                            |                                                            |                                                            |                                                            |                                                            |                                                            |                                                            |                                                            |                                                            |                                                            |                                                            |                                                            |